# Illadopsis pyrrhoptera
La tordina montañesa (Illadopsis pyrrhoptera) es una especie de ave paseriforme de la familia Pellorneidae propia del este de África. 

## Distribución y hábitat
Se encuentra en las montañas que circundan la Grandes Lagos de África, distribuido por de Burundi, Kenia, República democrática del Congo, Malaui, Ruanda, Tanzania y Uganda. Su hábitat natural son los bosques húmedos tropicales de montaña.